# Die Bergretter/Staffel 1
Die erste Staffel der Fernsehserie Die Bergretter  (bis 2010 Die Bergwacht) des ZDF und ORF umfasst vier 45-minütige Episoden. Die Staffelpremiere der deutsch-österreichischen Koproduktion war am Donnerstag, dem 26. November 2009 im ZDF. Das Staffelfinale wurde am 10. Dezember gesendet. In Österreich erschien die Staffel bei ORF 2. Gedreht wurden die Folgen vom 11. August bis zum 26. September 2009 in Ramsau am Dachstein, im Dachsteingebirge und Umgebung.

## Handlungszusammenfassung
Der Extremkletterer Andreas Marthaler kommt mit seiner Freundin Sarah Kraus zur Hochzeit seines Jugendfreundes Stefan Hofer zurück in seine Heimatstadt Ramsau. Vor seiner Abreise nach Amerika möchte Andreas mit seinem alten Freund noch eine letzte Tour in die Berge machen. Als Stefan während der Bergtour einem Wanderer zu Hilfe kommen will, stürzt er ab. Kurz bevor er stirbt, bittet er Andreas, sich um seine Frau Emilie und seine Kinder zu kümmern. Andreas kann nicht anders und kommt diesem Wunsch, sehr zum Missfallen Sarahs, nach. Es stellt sich heraus, dass Stefan einen hohen Kredit aufgenommen und Emilie nur Schulden hinterlassen hat, von denen sie nicht weiß, wie sie sie begleichen soll. Das zieht nach sich, dass der Hof, auf dem sie mit ihren Kindern lebt, zwangsversteigert werden soll. Andreas versucht alles, um Emilie zu helfen. Als er erfahren muss, dass Sarah mit dem Bürgermeister und Hotelbesitzer Peter Herbrechter ausgehandelt hat, den Hof vor der Zwangsversteigerung zu kaufen und so als Retter einer Witwe dazustehen, sieht er das als Vertrauensbruch an, was einen Streit nach sich zieht, da von einem solchen Kauf auch Andreas’ Familie betroffen wäre, die eine kleine Pension mit Restaurant auf dem Grundstück führt. Als Sarah sich erklären will, blockt Andreas ab. Sie steigt in ihr Auto und fährt weinend davon. Nur wenig später, Sarah nimmt gerade einen Anruf von Andreas auf ihrem Handy entgegen, sieht sie sich urplötzlich einem Lastwagen auf ihrer Fahrspur gegenüber. Es kommt zu einem schweren Unfall.

## Episodenliste
| Nr. (ges.) | Nr. (St.) | Erstausstrahlung  | Titel                   | Regie         | Kamera                | Drehbuch                       | Musik                                     | Schnitt       |
| --- | --------- | ----------------- | ----------------------- | ------------- | --------------------- | ------------------------------ | ----------------------------------------- | ------------- |
| 1 | 1         | 26. November 2009 | Das Versprechen         | Axel de Roche | Johannes Kirchlechner | Andreas Heckmann, Philipp Roth | Eike Hosenfeld, Moritz Denis, Tim Stanzel | Sabine Matula |
| Der Bergsteiger Andreas Marthaler steht kurz davor, mit seiner Freundin Sarah Kraus in den USA im Grand Canyon eine Kletterschule zu eröffnen. Zuvor ist er aber noch zusammen mit Sarah zur Hochzeit seines besten Freundes Stefan Hofer, des Leiters der Bergwacht in Ramsau am Dachstein, eingeladen. Am Morgen nach der Hochzeitsfeier begeben sich die beiden Freunde zum Abschied noch einmal zusammen auf eine Bergtour, bei der Stefan tödlich verunglückt, als er einem in Not geratenen Wanderer zu Hilfe kommen will. Bevor er stirbt, bittet er Andreas, sich um seine Frau Emilie und die beiden Kinder zu kümmern. Dass die Familie ihm die Schuld an Stefans Tod gibt, da der frischgebackene Ehemann ohne ihn an diesem Tag nicht auf den Berg gestiegen wäre, macht die Situation für Andreas umso schwieriger. Der achtjährige Lukas Hofer, für den der Tod des Vaters ebenfalls ein Schock ist, begibt sich zusammen mit dem Hund der Familie auf die Suche nach seinem Vater, da er felsenfest davon überzeugt ist, dass dieser nach ihm gerufen habe und sich noch in den Bergen befindet, wo er auf ihn wartet. Unterwegs klemmt Lukas sich den Fuß zwischen zwei Felsbrocken ein und sitzt in der Dunkelheit fest. Als Andreas Marthaler vom Verschwinden des Jungen erfährt, macht er sich sofort auf die Suche und kann Lukas auch unversehrt bei seiner erleichterten Mutter abliefern. Gastdarsteller: Stefan Murr als Stefan Hofer, Peter Mitterrutzner als August Bichlmaier, Isabel Tuengerthal als Marion Dörfler, Reinhard Forcher als Pfarrer, |           |                   |                         |               |                       |                                |                                           |               |
| 2 | 2         | 26. November 2009 | Schmerzhafte Erinnerung | Axel de Roche | Johannes Kirchlechner | Andreas Heckmann, Philipp Roth | Eike Hosenfeld, Moritz Denis, Tim Stanzel | Sabine Matula |
| Nicht nur die Familie, sondern auch die Männer der Bergwacht, trauern um Stefan. Als man an der Unfallstelle ein Kreuz zu Stefans Gedenken aufstellt, sichtet Andreas eine bewusstlose Frau, zu der er sich abseilt. Sie hat eine Amnesie und kann weder Angaben zu ihrem Namen machen, noch weiß sie, wie sie in die Berge gekommen ist. Nachforschungen ergeben, dass sie tags zuvor mit einem kleinen Mädchen an der Talstation der Seilbahn gesehen wurde. Eine Suche nach dem Kind bleibt zunächst erfolglos. Überraschend taucht Frank Wörler der Vater des Mädchens auf. Zwischen ihm und seiner Ex-Frau Sabine, der Mutter des Kindes, gibt es Streitigkeiten wegen des Sorgerechts. Mit dem Helikopter, in dem sich auch die Eltern der kleinen Isabella befinden, sichtet man das Kind an einem Wildwasserfall. Verunsichert durch die Unnachgiebigkeit des Vaters, verliert Isabella den Halt und stürzt ab. Es gelingt ihr, sich an einen querliegenden Baum zu klammern, bis Andreas sie erreicht und sicher wieder nach oben bringt. Dort redet er dem Vater des Kindes ins Gewissen, eine Lösung mit seiner Frau anzustreben, die dem Wohle von Isabella dient. Sarah sitzt inzwischen in München auf gepackten Kisten und verweigert sich Andreas’ Anrufen. Gastdarsteller: Floriane Daniel als Sabine Wörler, Martin Luding als Frank Wörler, Miriam Weiskopf als Isabella Wörle, Eva Maria Gintsberg als Dr. Schwarz, Reinhard Exenberger als Gondelführer Ulli |           |                   |                         |               |                       |                                |                                           |               |
| 3 | 3         | 03. Dezember 2009 | Jetzt oder nie          | Axel de Roche | Johannes Kirchlechner | Timo Berndt                    | Eike Hosenfeld, Moritz Denis, Tim Stanzel | Sabine Matula |
| Thomas Wiedenhain und Karsten Meinert haben sich in der Pension Marthaler einquartiert. Sie sind ein Paar, was jedoch mit Rücksicht auf Karstens Frau Gaby und seine Kinder niemand wissen soll. Als Thomas den Freund vor eine Entscheidung stellt und dieser ihn stehenlässt, begibt sich Thomas allein in die Berge, wo er an einem Wasserstrudel abrutscht und sich den Fuß zwischen zwei Steinen so einklemmt, dass er allein nicht freikommt. Im Zimmer hat er einen Brief hinterlassen, „An die Liebe meines Lebens“. Da inzwischen ein Unwetter niedergegangen ist, macht sich die Bergwacht auf die Suche nach ihm und Andreas gelingt es, ihn im letzten Moment vor dem Ertrinken zu retten. Karsten eilt zu dem Freund und nimmt nun auch endlich das unausweichliche Gespräch mit seiner Frau in Angriff. Emelie hat große Sorgen mit einem Kredit, den ihr verstorbener Mann Stefan auf 335.000 Euro hochgeschraubt hat, ohne dass sie etwas davon wusste. Da sie die Rückzahlungsraten nicht aufbringen kann, steht eine Zwangsversteigerung im Raum. Andreas versucht mit Hilfe der Bankangestellten Scharnhoff, der er in den Bergen bei einem Unfall beigestanden hat, einen Ausweg zu finden. Sarah, die inzwischen im Ort ist, versucht mit dem Bürgermeister und Großhotelier Peter Herbrechter, der an dem Anwesen Hofer interessiert ist, einen Deal auszuhandeln, da sie sich davon erhofft, Andreas „freikaufen“ zu können. Gastdarsteller: Steffen Wink als Thomas Wiedhain, Markus Böker als Karsten Meinert, Alexa Wiegandt als Bankangestellte, Anja Schüte als Gaby Meinert |           |                   |                         |               |                       |                                |                                           |               |
| 4 | 4         | 10. Dezember 2009 | Was bleibt              | Axel de Roche | Johannes Kirchlechner | Timo Berndt                    | Eike Hosenfeld, Moritz Denis, Tim Stanzel | Sabine Matula |
| Bürgermeister und Hotelier Peter Herbrechter bekommt Besuch von seinem alten Freund Manfred Rostetter. Beide verbindet eine nicht unproblematische Freundschaft, da sie sich früher stets gegenseitig übertrumpfen wollten. Rostetter ist mit seinem Sohn Georg gekommen und erzählt Herbrechter stolz, dass sein Sohn in den USA Internationales Recht studiere. Einige Zeit später lässt Rostetter den Freund wissen, dass er unheilbar an Alzheimer erkrankt sei und Orte seiner Vergangenheit aufsuche, um Erinnerungen zu sammeln. Kurz bevor Rostetter am nächsten Tag mit seinem Sohn und Herbrechters Sohn Tobias, der bei der Bergwacht ist, zu einer Bergtour aufbricht, fragt der Freund ihn, was sein Sohn eigentlich wirklich mache, denn da er weder Stempel noch Visum in seinem Pass habe, könne er wohl kaum in den USA studieren. Ganz offensichtlich wusste Manfred Rostetter nicht, dass sein Sohn ihn belügt. Das Trio macht sich auf in die Berge. Kurz bevor Manfred Rostetter und Tobias Herbrechter ebenfalls die Bergkuppe erreichen, kommt es zwischen Vater und Sohn Rostetter zu einem heftigen Disput und durch eine Unachtsamkeit von Georg zu einem Absturz seines Vaters, der Tobias, der mit ihm per Seil verbunden ist, ebenfalls mit in die Tiefe reißt. Die Männer werden nur noch durch das mit Krampen im Felsen gesicherte Seil gehalten. Diese drohen sich zu lösen. Georg, der Hilfe holen will, bekommt unterwegs aufgrund einer Vorerkrankung schwere Atemprobleme und bricht zusammen. Ein Mädchen macht seinen Großvater auf die Männer aufmerksam, der daraufhin die Bergwacht alarmiert. Sozusagen im letzten Moment können die Verunglückten geborgen werden. Inzwischen hat sich Johanna in der Pension Marthaler einquartiert. Sie ist nicht nur eine alte Freundin von Maria Marthaler, sondern auch die geschiedene Ehefrau von Manfred Rostetter. Es kommt zu einer Aussprache zwischen dem einstigen Paar und auch zwischen Vater und Sohn. Emilie Hofer lehnt das Angebot Herbrechters, ihren Hof für 335.000 Euro zu kaufen, trotz massiver Geldprobleme ab. Ein Verkauf würde auch das Ende für die Pension Marthaler bedeuten. Andreas, der inzwischen von Sarahs Kungeleien mit dem Bürgermeister weiß, macht seiner Freundin enttäuscht Vorwürfe. Mit Tränen in den Augen steigt Sarah daraufhin in ihren Sportwagen. Andreas versucht sie über Handy zu erreichen, dadurch kurz abgelenkt, sieht die junge Frau plötzlich einen Lastwagen auf ihrer Fahrspur auf sich zurasen. Andreas hört übers Handy, wie es kracht. Gastdarsteller: Michael Greiling als Manfred Rostetter, Leopold Hornung als Georg Rostetter, Maria Hartmann als Johanna, Kurt Habicher als Großvater, Dora Pickl als Mädchen |           |                   |                         |               |                       |                                |                                           |               |

## DVD-Veröffentlichung
Die DVD mit den vier Episoden der ersten Staffel erschien am 1. Oktober 2010 bei Universum Film und hat eine Spieldauer von 175 Minuten.